# Charmon rufithorax
Charmon rufithorax är en stekelart som beskrevs av Chen och He 1996. Charmon rufithorax ingår i släktet Charmon och familjen bracksteklar. Inga underarter finns listade i Catalogue of Life.